# Lista produkcji studia Outerbanks Entertainment
Chronologiczna lista produkcji wyprodukowanych przez studio Outerbanks Entertainment:

## Seriale telewizyjne
| Lata emisji | Tytuł polski           | Tytuł oryginalny    | Twórcy                      | Partnerzy produkcyjni | Dystrybutor(zy)                                                  | Oryginalna emisja                    | Emisja w Polsce | Uwagi      |
| ----------- | ---------------------- | ------------------- | --------------------------- | --- | ---------------------------------------------------------------- | ------------------------------------ | --------------- | ---------- |
| 1998–2003   | Jezioro marzeń         | Dawson’s Creek      | Kevin Williamson            | Columbia TriStar Television (1998–2001) (sezony 2–5) Columbia TriStar Domestic Television (2001–2002) (sezony 5–6) Sony Pictures Television (2002–2003) (sezon 6) | Sony Pictures Television                                         | The WB                               | T               | sezony 2–6 |
| 1999        | Wasteland              | Wasteland           | Kevin Williamson            | Miramax Television |                                                                  | ABC                                  |                 |            |
| 2002        | Glory Days             | Glory Days          | Kevin Williamson            | Dimension Television | Buena Vista Television                                           | The WB                               |                 |            |
| 2007        | Tajemnice Palm Springs | Hidden Palms        | Kevin Williamson            | Lift Entertainment Lionsgate Television |                                                                  | The CW                               | T               |            |
| 2009–2017   | Pamiętniki wampirów    | The Vampire Diaries | Kevin Williamson Julie Plec | Alloy Entertainment CBS Television Studios Warner Bros. Television                                                                                                | CBS Television Distribution Warner Bros. Television Distribution | The CW                               | T               |            |
| 2011–2012   | Tajemny krąg           | The Secret Circle   | Andrew Miller               | Alloy Entertainment CBS Television Studios Warner Bros. Television                                                                                                | CBS Television Distribution Warner Bros. Television Distribution | The CW                               | T               |            |
| 2013–2015   | The Following          | The Following       | Kevin Williamson            | Warner Bros. Television | Warner Bros. Television Distribution                             | Fox                                  | T               |            |
| 2014–2015   | Stalker                | Stalker             | Kevin Williamson            | Warner Bros. Television | Warner Bros. Television Distribution                             | CBS                                  | T               |            |
| 2017        | Time After Time        | Time After Time     | Kevin Williamson            | Warner Bros. Television | Warner Bros. Television Distribution                             | ABC (odcinki 1–5) AXN (odcinki 6–12) |                 |            |
| 2018–2020   | Opowiedz mi bajkę      | Tell Me a Story     | Kevin Williamson            | Resonant Kapital Entertainment |                                                                  | CBS All Access                       | T               |            |

## Filmy
| Data premiery    | Tytuł polski | Tytuł oryginalny | Reżyser(owie) | Partnerzy produkcyjni                                 | Dystrybutor(zy) | Budżet        | Brutto         | Rotten Tomatoes                       |
| ---------------- | ------------ | ---------------- | ------------- | ----------------------------------------------------- | --------------- | ------------- | -------------- | ------------------------------------- |
| 25 lutego 2005   | Przeklęta    | Cursed           | Wes Craven    | Dimension Films                                       | Miramax Films   | 38–75 mln USD | 29 621 722 USD | 16% (Tomatometer) 30% (Wynik widowni) |
| 16 września 2005 | Venom        | Venom            | Jim Gillespie | Miramax Films Dimension Films Collision Entertainment | Dimension Films |               | 881 779 USD    | 11% (Tomatometer) 21% (Wynik widowni) |
| 15 kwietnia 2011 | Krzyk 4      | Scream 4         | Wes Craven    | Corvus Corax Productions The Weinstein Company        | Dimension Films | 40 mln USD    | 97.1 mln USD   | 60% (Tomatometer) 55% (Wynik widowni) |

### Nadchodzące filmy
| Data premiery    | Tytuł polski           | Tytuł oryginalny       | Reżyser(owie)                       | Partnerzy produkcyjni                                                  | Dystrybutor(zy)    |
| ---------------- | ---------------------- | ---------------------- | ----------------------------------- | ---------------------------------------------------------------------- | ------------------ |
| 14 stycznia 2022 | Krzyk                  | Scream                 | Matt Bettinelli-Olpin Tyler Gillett | Spyglass Media Group Radio Silence Productions Project X Entertainment | Paramount Pictures |
| TBA              | The Georgetown Project | The Georgetown Project | M. A. Fortin Joshua John Miller     | Miramax                                                                | Paramount Pictures |